# 방화와 실화의 죄
방화와 실화의 죄(放火－失火－罪)는 고의 또는 과실로 화재를 일으킴으로서 성립하는 죄(164조-176조)이다. 

## 해당 조문
- 대한민국 형법 제164조(현주건조물 등 방화, 방화치사)
- 대한민국 형법 제165조(공용건조물 등 방화)
- 대한민국 형법 제166조(일반건조물 등 방화)
- 대한민국 형법 제167조(일반물건 방화)
- 대한민국 형법 제168조(연소)
- 대한민국 형법 제169조(진화방해)
- 대한민국 형법 제170조(실화)
- 대한민국 형법 제171조(업무상실화, 중실화)
- 대한민국 형법 제172조(폭발성물건파열)
- 대한민국 형법 제173조(가스·전기 등 공급방해)
- 대한민국 형법 제174조(미수범)
- 대한민국 형법 제175조(예비음모)
- 대한민국 형법 제176조(타인의 권리대상이 된 자기의 물건)

## 같이 보기
- 방화